# لوئیس-لئوپولد کامبارد
لوئیس-لئوپولد کامبارد (انگلیسی: Louis-Léopold Chambard; ۲۵ اوت ۱۸۱۱ – ۱۰ مارس ۱۸۹۵) مجسمه‌ساز اهل فرانسه بود.
وی همچنین برندهٔ جوایزی همچون جایزه بزرگ رم شده‌است.